# Hengyang
Hengyan is een stad in de gelijknamige prefectuur in het zuidoosten van de zuidelijke provincie Hunan, Volksrepubliek China. De stad ligt aan de rivier de Xiang nabij de monding van de Lei.
Bij de volkstelling van 2020 had de stad 1.185.130 inwoners, de gehele prefectuur had 6.645.243 Inwoners.
De stad Leiyang ligt ook in de prefectuur Hengyang.
De belangrijkste industrieën in de stad zijn chemische producten, landbouw- en mijnbouwapparatuur, textiel, papier en verwerkt voedsel.